# Andrea Busiri Vici
Andrea Busiri Vici (né à Rome le 7 janvier 1818 - mort à Rome le 12 novembre 1911), est un architecte italien du XIXe siècle héritier d'une historique famille d'architectes.

## Biographie
Andrea Busiri Vici fut :
- Premier architecte de la Fabbrica de San Pietro.
- Architecte du pape Pie IX, auteur de l'achèvement du plan d'urbanisme du quartier Mastai à Rome.
- Architecte des Princes Doria Pamphilj.
- Architecte de la Propaganda Fide.
- Président de l'Accademia di San Luca.
- Professeur de la chaire d'Architettura Pratica alla Scuola Ingegneri-Architetti.

Il intervint dans la plupart des principaux édifices historiques de Rome, comme l'Église San Marone, l'Église San Silvestro al Quirinale, l'Église Sant'Atanasio dei Greci, l'Église Sainte-Agnès en Agone, l'archibasilique Saint-Jean de Latran, Santa Maria Maggiore, l'Église Saint-Vincent-de-Paul sur l'Aventin et la Basilique San Lorenzo in Lucina, ainsi que le palais Doria Pamphilj à Piazza Navona, le Palais Gabrielli-Mignanelli, le Palais de la Minerve, le Palazzo della Dataria, le jardin de la Villa Abamelek et la Villa Pamphilj.

## Sources
- (it) Cet article est partiellement ou en totalité issu de l’article de Wikipédia en italien intitulé « Andrea Busiri Vici » (voir la liste des auteurs).